# 카스텔베키오 박물관
카스텔베키오 박물관(이탈리아어: Museo di Castelvecchio)은 이탈리아 북부, 베로나에 있는 박물관이자 미술관이며 카스텔베키오 성 안에 있다. 1959년에서 1973년 사이에 건축가 카를로 스카르파에 의해 재건축되었다. 박물관의 출입문, 계단, 가구 등에서 스카르파의 건축 양식을 엿볼 수 있다. 적절한 곳에 원래 건물의 역사를 드러내면서 옛 것과 새 것의 균형을 세심하게 맞춰 보수했으며 당시  이런 보수 방식은 흔하지 않은 방식이었으나 최근에 들어서 일반적인 보수 방식이 되었다.

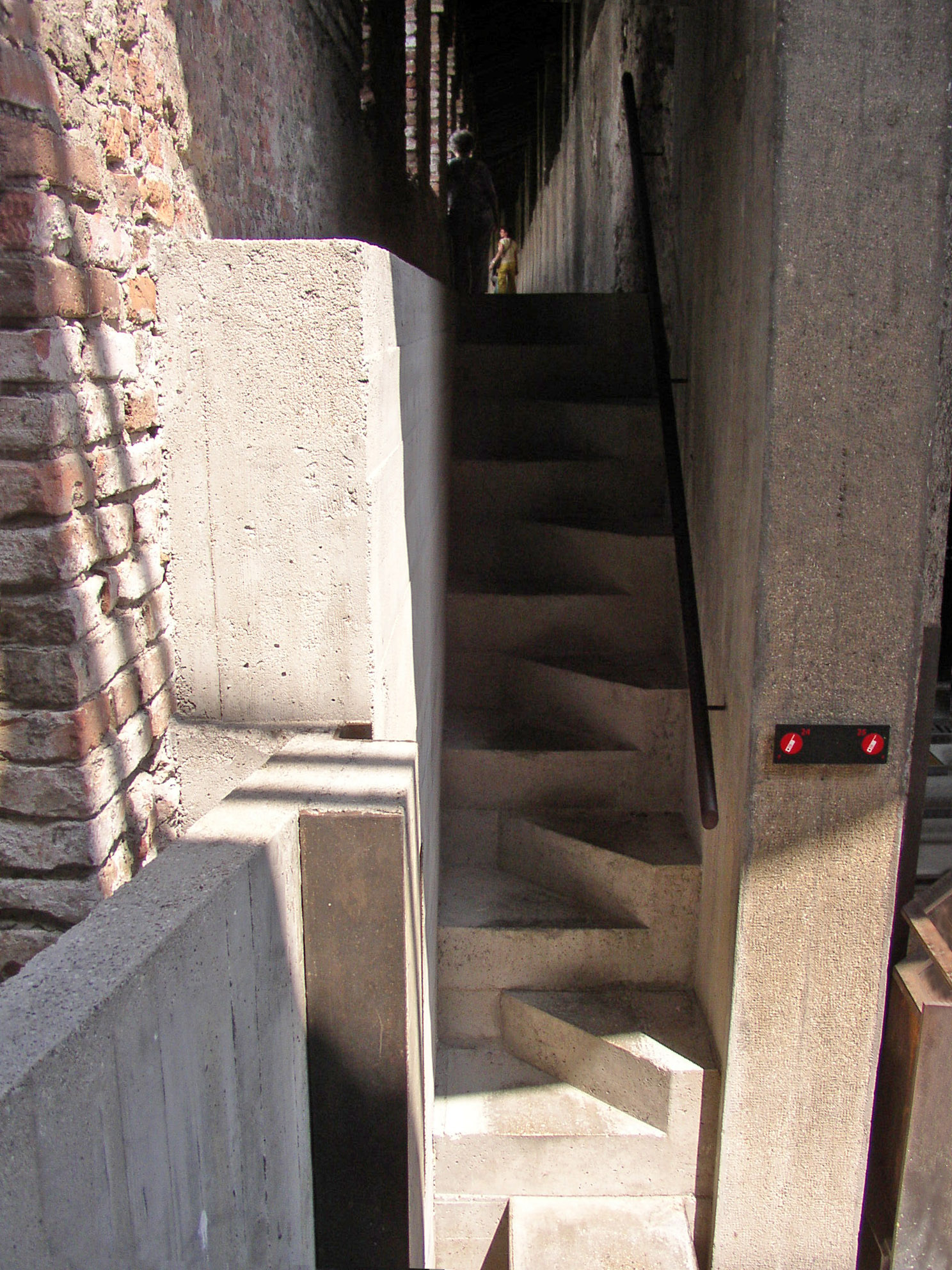
카를로 스카르파가 디자인한 카스텔베키오 박물관의 계단

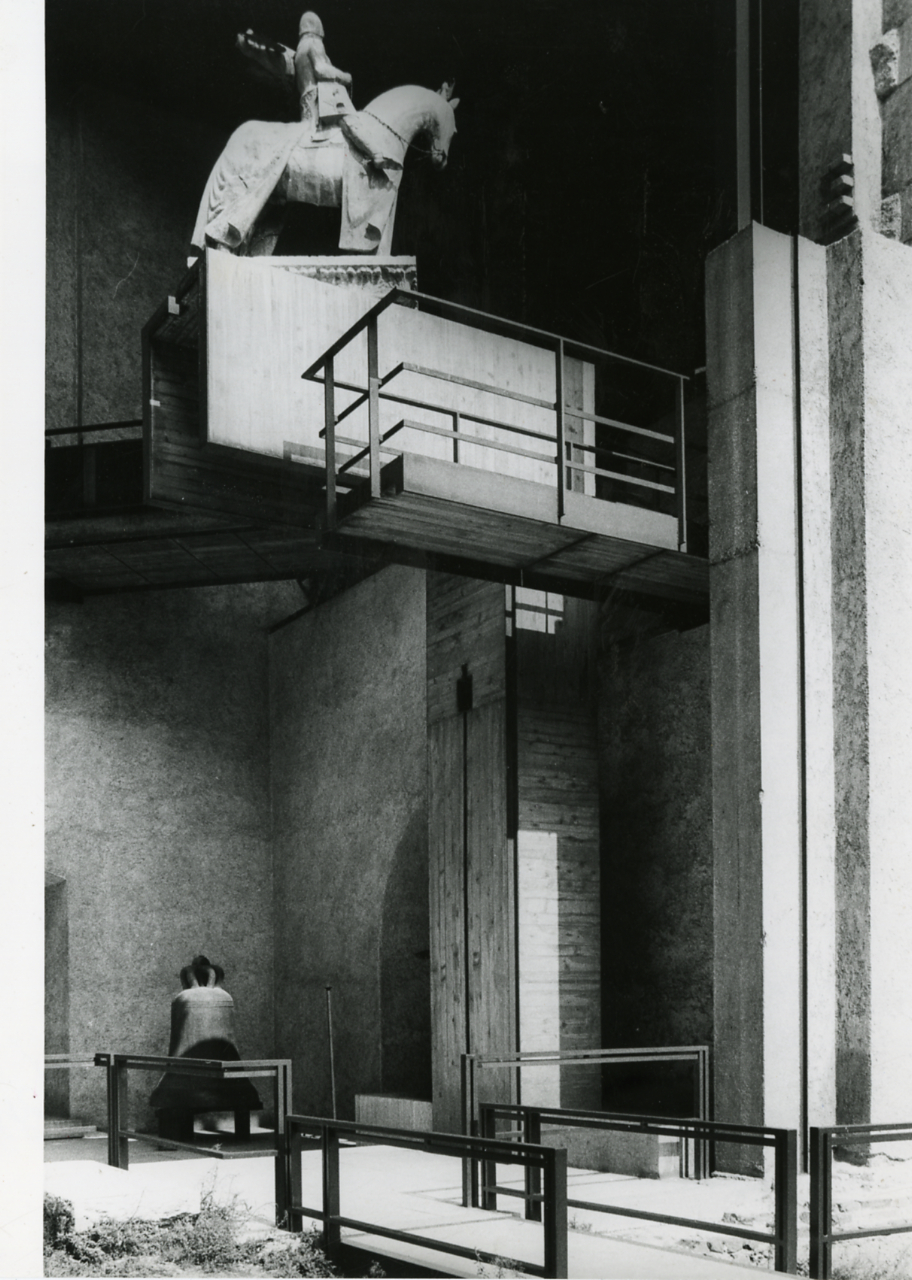
카를로 스카르파는 현대적인 재료를 사용하여 예술품을 위한 플랫폼을 만들었다.